# بويد إم. تشيذام
بويد إم. تشيذام هو سياسي أمريكي، ولد في 1838 في مقاطعة روبرتسون في الولايات المتحدة، وتوفي في 1876 في سبرينغفيلد في الولايات المتحدة. انتخب عضو مجلس نواب تينيسي ‏.